# 汕尾市
汕尾市，是中华人民共和国廣東省下轄的地級市，通称海陸豐，位于广东省东南部，南濒南海。市境东邻揭阳市，北临梅州市、河源市，西界惠州市。地处珠江三角洲與粤东沿海丘陵区的結合部，東距汕頭市160公里，西距深圳市120公里。地势西北高，东南低，西北有莲花山脉，东南为低山丘陵和滨海平原。螺河、黄江等从北向南流入南海，海岸线约455公里，拥有沿海大小岛屿881个。市人民政府驻城区汕尾大道429号。

## 名稱
汕尾設市之前原為隸屬海豐縣的汕尾鎮。1988年1月，經國務院批准，撤销海丰县汕尾镇，設立地級汕尾市，管轄原海豐、陸豐兩縣的行政區域。
汕尾之得名，源於海沙灘的沙垅线，而港口墟集處於沙垅线尾部，當地人稱之為「線尾」。因海丰话諧音「線」為「汕」，故稱汕尾。其名稱來源與得名於「沙汕頭炮台」的汕頭無關，常被外界誤認屬於潮汕地區。

## 歷史
距今6000年前的新石器時代，就有先民在此漁獵種植，生息繁衍。《禹貢》有九州之說，時汕尾屬九州中的揚州南境；《周禮‧夏官‧職方》稱為藩服之地；春秋屬南越之地；戰國入楚称百越，秦至漢初，汕尾全境曾屬南越國，秦、漢二朝南海郡博羅縣地域。
漢元鼎六年（前111年），海豐縣隸屬東官郡，轄地包括現汕尾市全境及惠來县、普寧市、揭西县的部分地區。隋文帝開皇十一年（591年），東官郡與梁化郡等合置為循州，海豐縣屬循州；唐高祖武德五年（622年），析海豐東部置安陸縣，縣治設在大安屯（今陸豐市大安鎮），轄今之陸豐市、陸河縣及惠來县、普寧市、揭西县之一部，唐太宗貞觀元年（627年），又廢安陸縣，並複海豐縣，仍隸屬循州。
元代，汕尾地區屬江西行中書省廣東道惠州路；明代屬廣東布政使司惠州府；清代屬廣東省惠州府；清雍正九年（1731年），析海豐縣東部之石帆、坊廓、吉康三都置陸豐縣。縣治在東海窖（今陸豐東海鎮），海豐、陸豐兩縣同屬惠州府。
中華民國建國後，隸屬廣東省潮循道，民國19年（1930年）起隸屬廣東省第4行政督察區。
中華人民共和國成立後，海豐、陸豐均屬粵東江專員公署管轄；1953年改屬粵東行政公署；1957年隸屬惠阳專員公署；1958年12月劃歸汕頭地區專員公署；1983年9月，又劃歸惠陽地區專署管轄。
1988年1月，經國務院批准，撤消海豐縣汕尾镇，在原海豐、陸豐兩縣的行政區域上設置汕尾市，並析海豐縣南部沿海的汕尾、紅草、馬宮、東涌、田墘、捷勝、遮浪7鎮置汕尾市城區；設陸豐縣北部山區的河田、河口、新田、螺溪、水唇、上護、南萬、東坑等8個鎮新設置陸河縣。
1992年底，市城區設出田墘鎮、遮浪鎮，并析出東洲街道，新建紅海灣經濟開發試驗區。

## 地理

汕尾沿海地区海岸景色一瞥

### 概况
汕尾市地處粵東沿海，位於東經114度54分至116度13分24"，北緯22度37分40"至23度38分35"之間。地勢北高南低，南瀕南海的紅海灣和碣石灣；北分别与河源市紫金縣、梅州市五华县相連；東鄰揭陽市，同惠來縣交界；西靠惠州市，跟惠東縣接壤。全境陸地界線東西相距132公里，南北相距90公里，境內山地、丘陵、台地、平原交錯，地勢北高南低。
境內主要河流有螺河、黃江、烏坎河、赤石河四大水系，總長253公里，流域面積3613.7平方公里。汕尾海域廣闊，海岸線蜿蜒曲折，港灣眾多，主要有紅海灣和碣石灣，海岸線長達302公里，有島嶼91個，並有大量淺海灘塗。

### 地质
汕尾市主要深、大断裂有：莲花山深断裂带和潮安—普宁深断裂带。莲花山深断裂带：沿莲花山山脉向东经梅县进入福建，向西至惠东，分别于大亚湾、深圳湾入南海，呈北东向延伸，省内长约500km，是广东主要断裂带之一，具有多旋回活动特征，第四纪以来有活动表现。潮安—普宁深断裂带：见于饶平、潮安、普宁、陆丰一带，呈北东向延伸，省内长达210km。该断裂形成于侏罗纪晚期，近期仍有活动。地层相对较简单，主要发育於中生代和新生代地层，包括侏罗系（J）和三叠系（T）。侏罗系（J）的侏罗系上统高基坪群上亚群（J3b）主要见于深汕合作区、海丰赤石—内碗窑—黄山洞水库一带，海丰鲘门、观妈山、麒麟尾及陆丰县尖峰峒一带，其他地方有小片出露。岩性为流纹质岩类、英安岩及火山碎屑岩夹砂页岩，厚约1.28~8.46km。三叠系（T）的三叠系上统—侏罗系（T3-J）主要见于海丰、陆丰局部及陆河北部小片出露。岩性为砾岩、沙砾岩、粉砂岩。

### 地形地貌
汕尾市处于潮汕平原东侧、莲花山脉腹地，山地较多。由于历次地壳运动褶皱、断裂和火山岩隆起的影响，汕尾市形成了山地、丘陵、台地、平原兼有的复杂地形地貌。汕尾市位于莲花山南麓，其山脉走势为东北向西南方向倾斜。莲花山脉由闽粤边界的铜鼓岭向东南经汕尾跨惠阳到香港附近入海。地形为北部高丘山地，山峦重叠，千米以上高山有23座，最高峰为莲花山，海拔1337.3米，位于海丰县西北境内；中部多丘陵、台地；南部沿海多为台地、平原。全市境内山地、丘陵面积比例约占总面积的43.7%。

### 氣候
汕尾市地處北迴歸線以南，屬亞熱帶季風氣候。夏季高温多雨，冬季温和少雨。年平均氣溫22.1℃左右，年平均降雨量為1900毫米。
| 1981−2010年间汕尾市的平均气象数据                     | 1981−2010年间汕尾市的平均气象数据 | 1981−2010年间汕尾市的平均气象数据 | 1981−2010年间汕尾市的平均气象数据 | 1981−2010年间汕尾市的平均气象数据 | 1981−2010年间汕尾市的平均气象数据 | 1981−2010年间汕尾市的平均气象数据 | 1981−2010年间汕尾市的平均气象数据 | 1981−2010年间汕尾市的平均气象数据 | 1981−2010年间汕尾市的平均气象数据 | 1981−2010年间汕尾市的平均气象数据 | 1981−2010年间汕尾市的平均气象数据 | 1981−2010年间汕尾市的平均气象数据 | 1981−2010年间汕尾市的平均气象数据 |
| 月份                                                  | 1月                               | 2月                               | 3月                               | 4月                               | 5月                               | 6月                               | 7月                               | 8月                               | 9月                               | 10月                              | 11月                              | 12月                              | 全年                              |
| ----------------------------------------------------- | --------------------------------- | --------------------------------- | --------------------------------- | --------------------------------- | --------------------------------- | --------------------------------- | --------------------------------- | --------------------------------- | --------------------------------- | --------------------------------- | --------------------------------- | --------------------------------- | --------------------------------- |
| 历史最高温 °C（°F）                                   | 27.4 (81.3)                       | 28.4 (83.1)                       | 30.0 (86.0)                       | 32.1 (89.8)                       | 32.2 (90.0)                       | 34.5 (94.1)                       | 38.0 (100.4)                      | 35.2 (95.4)                       | 35.7 (96.3)                       | 34.7 (94.5)                       | 33.2 (91.8)                       | 29.4 (84.9)                       | 38.0 (100.4)                      |
| 平均高温 °C（°F）                                     | 19.6 (67.3)                       | 19.7 (67.5)                       | 21.9 (71.4)                       | 25.5 (77.9)                       | 28.4 (83.1)                       | 30.0 (86.0)                       | 31.1 (88.0)                       | 31.2 (88.2)                       | 30.9 (87.6)                       | 28.8 (83.8)                       | 25.6 (78.1)                       | 21.7 (71.1)                       | 26.2 (79.2)                       |
| 日均气温 °C（°F）                                     | 15.2 (59.4)                       | 15.8 (60.4)                       | 18.3 (64.9)                       | 22.2 (72.0)                       | 25.4 (77.7)                       | 27.4 (81.3)                       | 28.3 (82.9)                       | 28.1 (82.6)                       | 27.3 (81.1)                       | 24.8 (76.6)                       | 21.2 (70.2)                       | 17.2 (63.0)                       | 22.6 (72.7)                       |
| 平均低温 °C（°F）                                     | 12.2 (54.0)                       | 13.2 (55.8)                       | 15.7 (60.3)                       | 19.8 (67.6)                       | 22.9 (73.2)                       | 25.0 (77.0)                       | 25.6 (78.1)                       | 25.5 (77.9)                       | 24.4 (75.9)                       | 21.7 (71.1)                       | 17.9 (64.2)                       | 14.0 (57.2)                       | 19.8 (67.7)                       |
| 历史最低温 °C（°F）                                   | 3.0 (37.4)                        | 4.5 (40.1)                        | 7.0 (44.6)                        | 9.6 (49.3)                        | 15.6 (60.1)                       | 19.5 (67.1)                       | 21.7 (71.1)                       | 21.5 (70.7)                       | 18.2 (64.8)                       | 13.9 (57.0)                       | 8.4 (47.1)                        | 2.1 (35.8)                        | 2.1 (35.8)                        |
| 平均降水量 mm（）                                     | 26.7 (1.05)                       | 56.1 (2.21)                       | 92.9 (3.66)                       | 155.2 (6.11)                      | 267.1 (10.52)                     | 325.6 (12.82)                     | 324.7 (12.78)                     | 341.1 (13.43)                     | 215.2 (8.47)                      | 37.1 (1.46)                       | 25.5 (1.00)                       | 23.7 (0.93)                       | 1,890.9 (74.44)                   |
| 平均降雨天数（≥ 0.1 mm）                              | 6.1                               | 9.2                               | 11.3                              | 12.5                              | 14.8                              | 17.7                              | 16.6                              | 16.0                              | 11.2                              | 5.3                               | 4.1                               | 4.2                               | 129.0                             |
| 平均相對濕度（％）                                    | 70                                | 76                                | 79                                | 82                                | 83                                | 85                                | 84                                | 84                                | 78                                | 70                                | 68                                | 67                                | 77                                |
| 月均日照時數                                          | 145.9                             | 101.8                             | 94.7                              | 104.5                             | 135.6                             | 166.3                             | 228.6                             | 201.4                             | 191.4                             | 204.9                             | 180.1                             | 170.0                             | 1,925.2                           |
| 可照百分比                                            | 43                                | 32                                | 26                                | 28                                | 33                                | 41                                | 55                                | 51                                | 52                                | 57                                | 55                                | 51                                | 43                                |
| 来源：中国气象局（1971−2000年间的降水天数和日照数据） |                                   |                                   |                                   |                                   |                                   |                                   |                                   |                                   |                                   |                                   |                                   |                                   |                                   |

## 政治

### 现任领导
| 机构     | · 中国共产党 · 汕尾市委员会 | 汕尾市人民代表大会 常务委员会 | 汕尾市人民政府 | · 中国人民政治协商会议 · 汕尾市委员会 |
| 职务     | 书记                        | 主任                          | 市长           | 主席                                  |
| -------- | --------------------------- | ----------------------------- | -------------- | ------------------------------------- |
| 姓名     | 逯峰                        | 逯峰                          | 空缺           | 李耿坚                                |
| 民族     | 汉族                        | 汉族                          |                | 汉族                                  |
| 籍贯     | 河南省洛阳市                | 河南省洛阳市                  |                | 广东省汕头市                          |
| 出生日期 | 1972年1月（53歲）           | 1972年1月（53歲）             |                | 1962年12月（62歲）                    |
| 就任日期 | 2022年8月                   | 2022年9月                     |                | 2020年5月                             |

### 历任领导
| 市委书记 - 陈远睦（1988年1月－1991年12月） - 彭禹贤（1991年12月－1997年5月） - 吴华南（1997年5月－2004年5月） - 戎铁文（2004年5月－2011年8月） - 郑雁雄（2011年8月－2013年6月） - 温国辉（2013年6月－2015年6月） - 石奇珠（2015年6月－2020年1月） - 张晓强（2020年1月－2022年8月） - 逯峰（2022年8月－） | 市长 - 彭禹贤（1989年1月－1991年12月） - 林良孝（1991年12月－1994年2月） - 刁学武（1994年4月－1997年4月） - 吴华南（1997年4月－1998年2月） - 徐尚武（1998年8月－2000年4月） - 叶耀（2000年4月－2002年8月） - 戎铁文（2002年8月－2004年5月） - 王蒙徽（2004年5月－2008年8月） - 郑雁雄（2008年9月－2011年8月） - 吴紫骊（2011年9月－2015年6月） - 杨绪松（2015年7月－2020年1月） - 逯峰（2020年1月－2022年9月） - 郑海涛（2022年9月－2025年7月） |

### 行政区划
汕尾市下辖1个市辖区、2个县，代管1个县级市。
- 市辖区：城区
- 县级市：陆丰市
- 县：海丰县、陆河县

此外，汕尾市设立以下经济管理区：红海湾经济开发试验区、汕尾市华侨管理区。2011年由海丰县析出鹅埠、小漠、鲘门、赤石4镇成立深汕特别合作区，管委会为省委、省政府派出机构，享有地级市一级管理权限，委托深圳、汕尾两市管理，深圳市主导经济管理和建设，汕尾市负责征地拆迁和社会事务。2017年9月21日，中共广东省委、广东省政府批复同意《深汕特别合作区体制机制调整方案》，将合作区编制纳入深圳统一管理，区内公共服务、社会管理工作全面由深圳市负责。
。

## 人口
根据2020年第七次全国人口普查，全市常住人口为2,672,819人。同第六次全国人口普查的2,869,877人相比，十年共减少了197,058人，下降6.87%，年平均增长率为-0.71%。其中，男性人口为1,384,574人，占总人口的51.8%；女性人口为1,288,245人，占总人口的48.2%。总人口性别比（以女性为100）为107.48。0－14岁的人口为691,792人，占总人口的25.88%；15－59岁的人口为1,582,242人，占总人口的59.2%；60岁及以上的人口为398,785人，占总人口的14.92%，其中65岁及以上的人口为283,345人，占总人口的10.6%。居住在城镇的人口为1,526,714人，占总人口的57.12%；居住在乡村的人口为1,146,105人，占总人口的42.88%。
2022年末，汕尾市常住人口268.26万人，比上年末减少0.43万人，其中城镇常住人口155.22万人，占常住人口比重（常住人口城镇化率）57.86%，比上年末增加0.56万人。

## 经济

### 農作物
糧食作物主要有水稻、番薯、小麥、玉米等;經濟作物有甘蔗、花生、大豆、芝麻、蓮藕、茨菇等；水果主要有荔枝、龍眼、香蕉、柑、桔等29科42種。香爐桔是汕尾市特有的優良無病苗木材料。

### 水產
汕尾水產資源豐富，品種繁多，是廣東省著名的漁場之一。境內魚、蝦、蟹、貝、藻類齊全，漁業生產已有數百年歷史。大量生產的有藍園參（池魚）、海鯰（赤魚）、竹夾魚、鮎魚、大眼鯛（目鰱）、大甲參、石斑等。甲殼類有墨吉對蝦、近緣新對蝦等。貝殼有近江牡蠣（蠔）、翡翠貽貝、藍蚣、鮑魚等。藻類有廣東紫菜、鵝掌茶等。

### 工業
传统以造船、海產加工、漁具製作和纺织製作為主。
近年来，引入珠三角地区的汽车、电子、制药等高新技术产业。

## 交通
交通以海上航運和公路為主。汕尾港為粵東南主要進出口港口之一，航線達香港、澳門、廣州、上海等地。 深汕高速公路及 236国道、廣汕公路（ 324国道）橫貫市境，市區距廣州市316.5公里、汕頭市207公里、深圳市224公里；海運四通八達，往返快捷，汕尾港距香港僅81海里，往廣州、汕頭、廈門港也十分方便，成為粵西與粵東、香港與內地之間經濟聯繫的重要紐帶。素有「小香港」之稱。廈深鐵路亦在汕尾設站。

### 公路客运

#### 省內
- 汕尾至深圳（東湖（羅湖口岸）、草埔）
- 汕尾至廣州（天河、廣園）
- 汕尾至惠州（市汽車站、黃埠）
- 汕尾至汕頭（市汽車站）
- 汕尾至揭西（市汽车站）
- 汕尾至香港（往香港可在粉嶺、沙田及尖沙咀下車）

#### 市內
- 汕尾至海豐
- 汕尾至陸豐
- 汕尾至陆河
- 汕尾至田墘（红海湾）
- 汕尾至馬宮
- 汕尾至遮浪（紅海灣）
- 汕尾至可塘
- 汕尾至沙港
- 汕尾至捷胜
- 汕尾至赤坑

### 市区公共汽车
- 1路：东涌镇到霞洋客运站
- 2路：汕尾职业技术学院到凤山妈祖
- 3路：龙溪到轮渡
- 4路：埔上墩路口到星河湾
- 5路：祯祥村到汕尾站
- 6路：华南师大汕尾校區到汕尾站
- 7路：星河湾到市人民医院
- 8路：汕尾碧桂园到霞洋客运站
- 9路：东涌镇到霞洋客运站
- 10路：紅草镇(海梧围)到海港大厦
- 11路：汕尾站到霞洋客运站
- 12路：信利电子厂东门到马宫客运站
- 13路：海港大厦到長沙村(马宮街道)
- 102路：粤运汽车总站到友谊路口
- 103路：联检大楼到品清壹号
- 105路：轮渡到比亚迪生活区
- 106路：联检大楼到崎坑乡（全福村）
- 107路：盐仕村到市人民医院
- 108路：海港大厦到汕尾站
- 111路：联检大楼到红草工业区
- 112路：保利金町湾到汕尾站
- 114路：林伟华中学到星河湾
- 116路：汕尾站到红海湾遮浪
- 117路：粤运汽车总站到市人民医院
- 226路：海港大厦到陶河路口

### 鐵路

#### 廈深鐵路

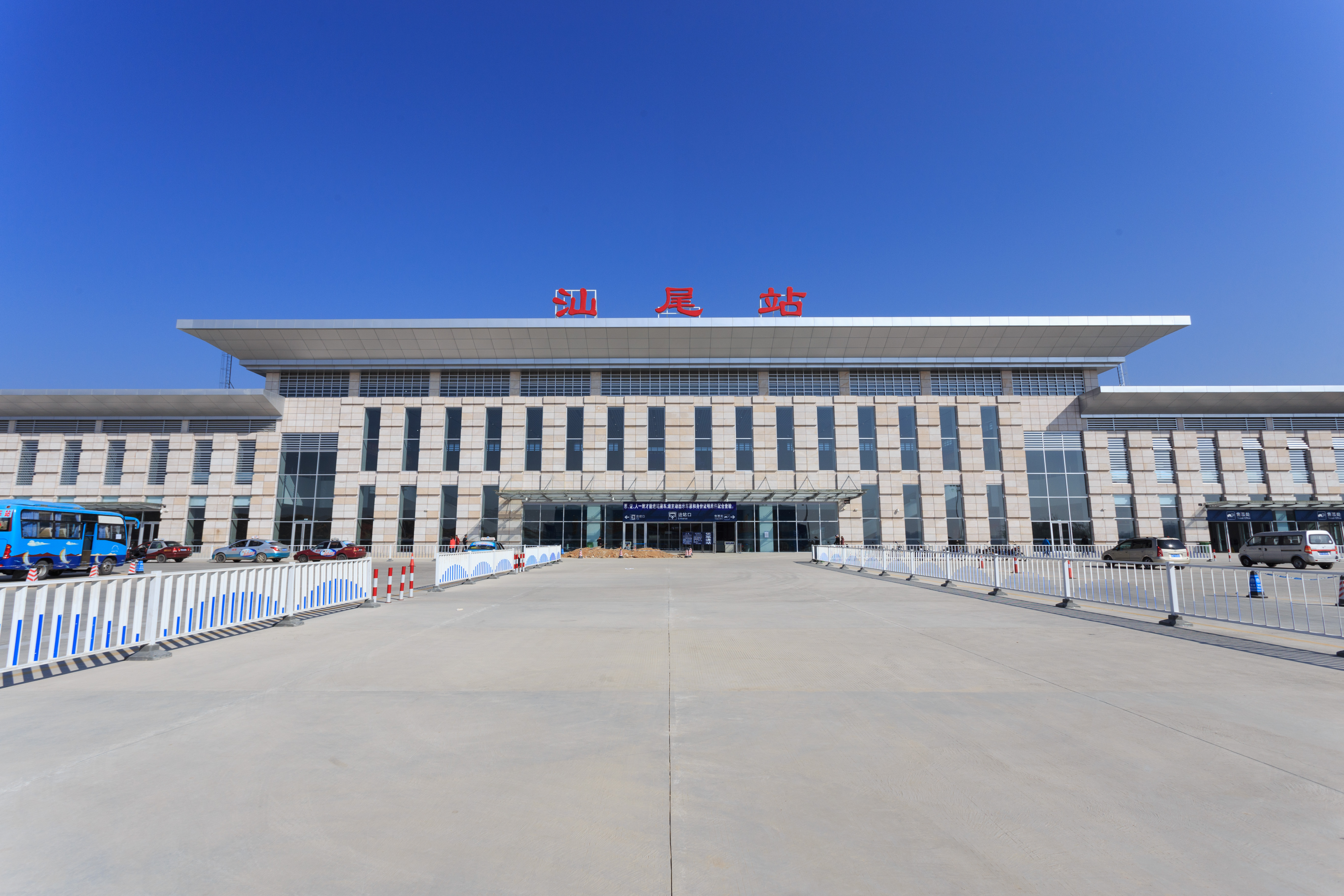
高速鐵路汕尾站

廈深鐵路已於2013年12月落成通車，並在汕尾境內設有3個車站，分別是:
- 鮜門站（位於海豐縣鮜門鎮）
- 陸豐站（位於陸豐市城東鎮）
- 汕尾站（位於城區東涌鎮）

#### 汕汕鐵路
汕汕鐵路將於2023年9月落成通車，並將在汕尾境內新設兩座車站，分別是：
- 陸豐東站（位於陸豐市南塘鎮）
- 陸豐南站（位於陸豐市東海鎮）

#### 廣汕鐵路
廣汕鐵路將於2023年9月落成通車，並將在汕尾境內新設一座車站：
- 深汕站（位於深汕特別合作區鮜門街道）

汕尾站通往市區公交線路︰
- 1路：开往霞洋客運站
- 6路：开往華南師大汕尾校區

### 出租车
汕尾市市区出租车起步价7元/2公里，之后每公里2.4元，每250米0.6元，单程行驶超过15公里，每公里运价加收30%；晚上11时至次日早上6时，每公里运价加收20%；等候费(包含堵塞)4分钟内不收费，4分钟后每分钟0.30元；行经收费桥梁：收费公路等费用由乘客支付。

## 教育

### 本科教育
- 华南师范大学汕尾校區

### 大專教育
- 海丰县广播电视大学
- 汕尾职业技术学院

### 中學
- 汕尾中學
- 凤山中學
- 白沙中學
- 紅城中學
- 林偉華中學
- 紅草中學
- 華南師大附中汕尾學校

汕尾中學

- 城区：田家炳中學、紅草第一中學、馬宮中學、东涌中学、香洲中學、逸夫中學、石洲中学、凤翔中學、新城中學
- 陆丰市：龍山中學、碣石中學、碣南中學、甲子中學、玉燕中學、甲秀中學、林啟恩紀念中學、汕尾市普寧華美實驗學校
- 海丰县：海豐中學、海豐三中、陆安中学、華大實驗學校、沙港中学、赤坑中学、梅陇中学、可塘中学、南塗中学、彭湃紀念中學
- 陆河县：河田中學、陸河中學、水唇中學

### 小學

紅衛小學

- 紅衛小學
- 漁村小學
- 市實驗小學
- 奎山小學
- 鳳山中心小學
- 新園小學
- 鹽町頭小學
- 鳳山第四小學
- 市第二小學
- 香洲小學
- 新光小學
- 林偉華小學
- 海豐縣實驗小學

## 名勝

捷胜得道庵

鳳山祖廟石雕神像

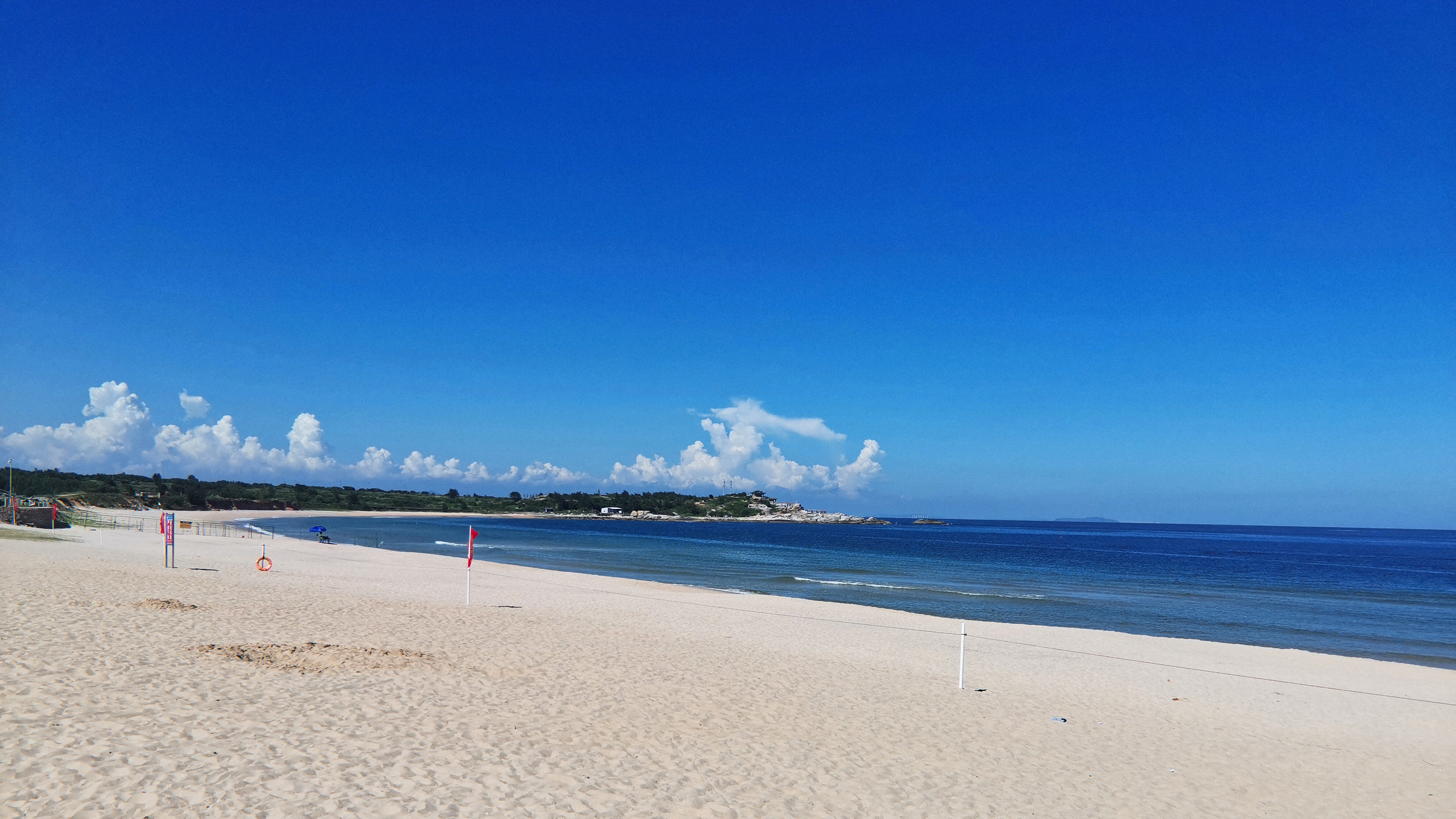
红海湾

- 黎明洞
- 得道庵
- 龜齡島
- 玄武山
- 清雲山
- 鳳山媽祖
- 銅鼎山
- 雷公廟
- 雞鳴寺
- 白石庵

### 全国重点文物保护单位
- 海丰红宫、红场旧址
- 元山寺

## 文化

### 語言
汕尾市大部分地区通用闽南语中的海豐话，接近泉漳話，而非潮汕话。
海豐縣、陸豐市的北部地區以及陸河縣全境使用客家話，屬客家語海陸片。
此外，部分居民也使用粵語（白話）。境內少數鄉鎮、村落亦分佈軍話，為官話方言島，是明代「衛所」軍制的直接產物。
海豐縣鵝埠鎮紅羅畬族村的畬族居民使用畬語，屬苗瑤語系苗語支。

### 小吃
菜茶、菜粿，薯粉餃、鹹茶、牛肉湯丸（餅）、鹹甜薄餅、海鮮、層糕、豬腸、碗仔、牛腩、豬腳、菜頭、鼎溜、升煽、鸭藍、銅盤、發粄、菜包、還有各式各樣的條湯粿，糯米丸、尖米丸之類。

## 事件
- 2005年汕尾東洲事件
- 烏坎事件